# Der Siebente ist dran
Der Siebente ist dran (Originaltitel: Seven Men from Now) ist ein US-amerikanischer Western von Budd Boetticher aus dem Jahr 1956 mit Randolph Scott in der Hauptrolle.

## Handlung
Sieben Banditen überfallen eine Wells Fargo Postkutschen-Station und töten dabei die Frau des Ex-Sheriffs Ben Stride. Stride begibt sich auf einen Rachefeldzug, bei dem er zwei der sieben Mörder seiner Frau erschießt. Gemeinsam mit dem Siedlerehepaar Greer setzt er die Suche nach dem Rest der Bande fort. Zwei Männer namens Masters und Clete schließen sich ihnen an.
Stride und Masters retten einem jungen Mann das Leben, der sich als einer der Mörder entpuppt. Er wird von Masters erschossen. Nachdem sich Masters und Clete von der kleinen Gruppe getrennt haben, stoßen sie in Flora Vista auf die vier verbliebenen Täter mit ihrem Anführer Bodeen. Bodeen erzählt Masters, der nichtsahnende Greer sei der Transporteur des Goldes, das beim Überfall erbeutet wurde. Als die Banditen erfahren, dass Stride mit Greer reitet, versuchen zwei von ihnen, Stride in einen Hinterhalt zu locken. Stride erschießt sie und erfährt, dass Greer das Gold in seinem Wagen transportiert. Greer, aus Reue und zur Wiedergutmachung, beschließt nach Flora Vista zu fahren, um Bodeen zur Rede zu stellen. Greer wird von Bodeen getötet, als dieser den Sheriff informieren will.
Bodeen und sein letzter Spießgeselle reiten zu Stride, Masters und Clete, um die Beute zurückzuholen, werden jedoch von diesen erschossen. Masters tötet Clete, um in den Besitz des Goldes zu kommen. Lediglich Stride steht diesem Ziel noch im Wege. Masters will ihn töten, doch Stride zieht schneller.

## Auszeichnungen
2005 wurde der Film in der Kategorie Outstanding Classic DVD für den Satellite Award nominiert.

## Kritiken
- „Meine Bewunderung für Budd Boetticher veranlaßt mich nicht zu der Annahme, Budd Boetticher sei der größte Western-Regisseur – obwohl ich das als Möglichkeit nicht ausschließen will –, sondern schlicht zu der Feststellung, daß dieser Film wohl der beste Western ist, den ich seit dem Krieg gesehen habe. (…) Was es zunächst an ‚Seven Men from Now‘ zu bewundern gilt, ist das Drehbuch, das die 'tour de force' zustande bringt, uns trotz seiner rigoros klassischen Handlung ständig zu überraschen. Keine Symbole, keine philosophischen Implikationen, nicht ein Schatten von Psychologie, nichts als ultra-konventionelle Charaktere, verwickelt in überaus vertraute Vorgänge, aber in einer außerordentlichen ingeniösen Weise an ihren Platz gestellt, mit einer Mobilisierung von Details, die jede Szene interessant machen.“ (aus der Filmkritik von André Bazin)[1]
- „Seven Men from Now macht tabula rasa und putzt alles fort, was die letzten Jahrzehnte an Schmuck und Schminke eines Genres, das in seiner Nacktheit vielleicht am schönsten ist, aufgetischt hatten.“ (Joe Hembus)[2]
- Das Lexikon des internationalen Films urteilt, der Film sei ein „kompromißlos harter, aber dramaturgisch und optisch ideenreicher Film, der nach ursprünglich reservierter Kritik später zum Inbegriff des puren, ideologiefreien Western gekürt wurde.“[3]